# Nächstebreck

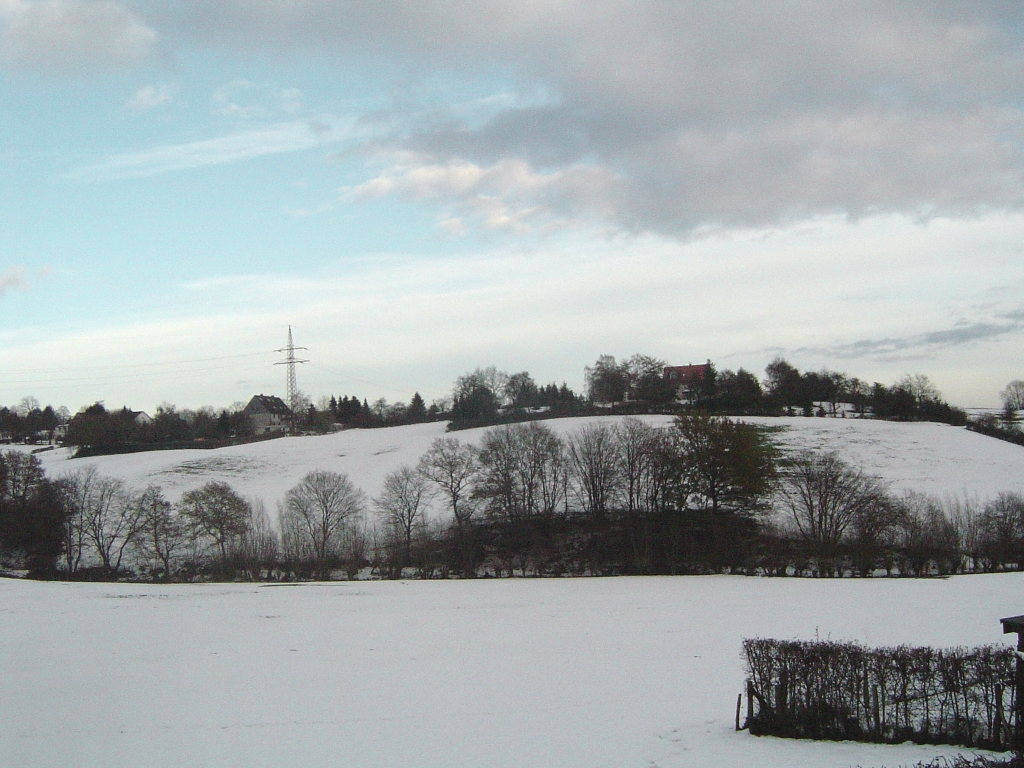
Der Nächstebrecker Berg, das geografische Zentrum der Gemeinde

Nächstebreck war bis 1922 eine Gemeinde im Kreis Schwelm und ist heute ein zum Wuppertaler Stadtbezirk Oberbarmen gehörender Ortsteil im Nordosten der Stadt.

## Lage
Nächstebreck befindet sich nördlich des städtischen Gebiets von Wichlinghausen und Langerfeld und liegt auf drei nach Norden ansteigenden Höhen, die von Bachtälern getrennt werden. Die zentrale Erhebung ist der etwa 300 Meter hohe Nächstebrecker Berg, auf dem sich das namensgebende „Braken“ befindet. An der höchsten Erhebung im Osten befindet sich ein moderner Wasserturm.
Heute ist das Gebiet von Nächstebreck in zwei Quartiere eingeteilt:
- Nächstebreck-West mit
Nächstebrecker Berg, Nächstebrecker Busch, Dahl, Haus Dahl, Eckerberg, Einern, Haarhausen, Haarhauserbruch, Heide, Horst, Junkersbeck, Lahmburg, Lehmkuhle, Mählersbeck, Ochsenkamp, Reppkotten, Rothenberg, Schaumlöffel, Schellenbeck, Schraberg, Schrubburg, Stahlsberg, Stahlsburg, Sternenberg, Weuste und Winkelstraße.
- Nächstebreck-Ost mit
Alteschmiede, Auf der Bleek, Beckacker, Berghausstraße, Beule, Blumenroth, Bracken, Bruch, Dreigrenzen, Ecksteinloh, Ellinghausen, Erlenrode, Falkenrath, Flötpfeife, Hasenkamp, Hölken, Hölzerneklinke, Holtkamp, Hottenstein, Hülsen, Kattenbreuken, Mählersbeck, Möddinghofe, Mollenkotten, Pannhütte, Rott, Schmiedestraße, Silberkuhle, Tente, Uhlenbruch, Voßbleck, Windhövel und Wiesche

## Etymologie
Nach Ansicht von Erich Schultze-Gebhardt bedeutet Nächstebreck „nächst (= diesseits) dem Bracken gelegen“. Als Bracken wird ein langgezogener Höhenzug bezeichnet, der im Nächstebrecker Norden als Wasserscheide zwischen den Flusssystemen Wupper und Ruhr auszumachen ist. Das Gebiet nördlich davon gehört zum Sprockhöveler Ortsteil Gennebreck, das „jenseits des Bracken gelegen“ bedeutet.

## Geschichte

Nächstebrecker Wappen

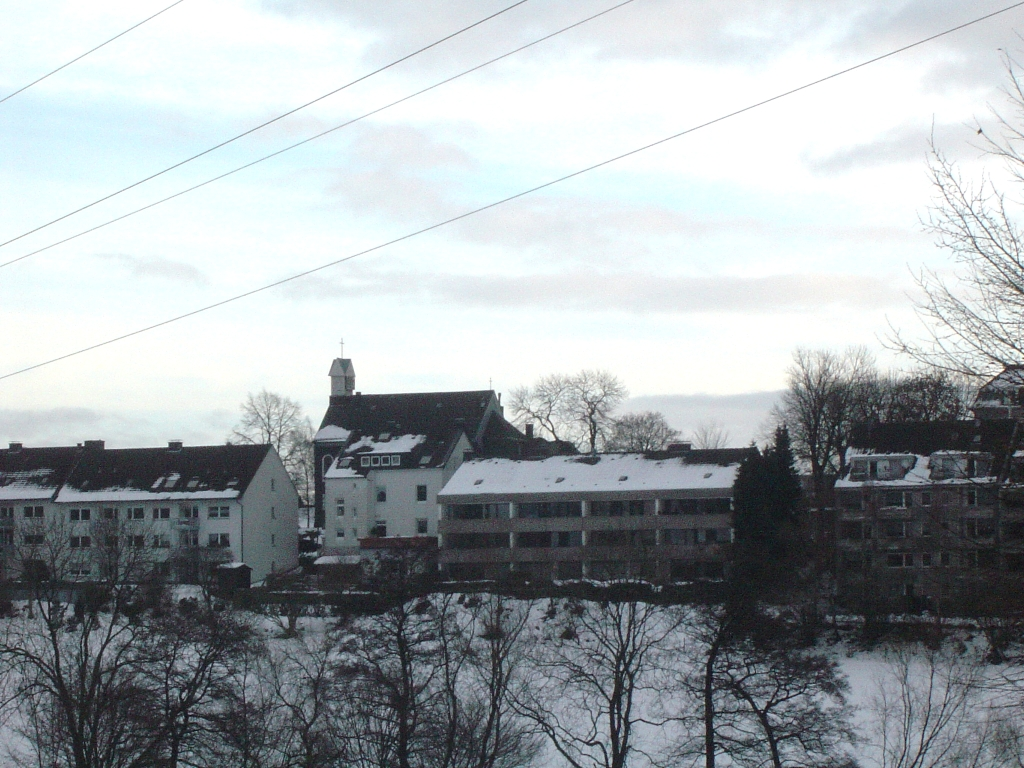
Evangelische Kirche Hottenstein

Als älteste Erwähnung auf dem Gebiet von Nächstebreck finden sich im 11. und 12. Jahrhundert einige Höfe wie Einern, Bruch und Haarhausen. In den folgenden Jahrhunderten werden mehrere weitere Höfe um das Braken (heute Bracken) genannte Gelände erwähnt. Spätestens 1324 fällt das ländliche Gebiet von Kurköln an die Grafschaft Mark. Die Nächstebrecker Südwestgrenze entlang dem Bach Schellenbeck ist seit den bergisch-märkischen Auseinandersetzungen in der Folge der Schlacht von Kleverhamm ab 1420 Territorialgrenze zwischen dem Herzogtum Berg und der Grafschaft Mark.
Nächstebreck gehörte im Spätmittelalter und der Frühen Neuzeit in eigener Bauerschaft (Im Nestenbraken) im Amt Wetter und Hochgericht Schwelm zur Grafschaft Mark. Der Ort selber wurde erstmals im Schatzbuch der Grafschaft Mark von 1486 erwähnt. Die 14 Steuerpflichtigen in der Bauerschaft hatten zwischen ½ Goldgulden und acht Goldgulden an Abgabe zu leisten. Im Jahre 1705 waren in der vergrößerten Negste Brecker Baurschafft 48 Steuerpflichtige mit Abgaben an die Rentei Wetter im Kataster verzeichnet.
1614 fällt Nächstebreck mit der Grafschaft Mark an Brandenburg-Preußen. 1738 zählt Nächstebreck 560 Einwohner in 146 Familien. Zur Landwirtschaft kommen bald auch Garnbleichereien und Webereien, die die Bevölkerungszahlen kontinuierlich steigen lassen.
Städtische Besiedlung erfolgt vor allem am Hottenstein und entlang dem weiteren Verlauf der Straße von Barmen nach Witten, der heutigen Wittener Straße. Diese „Wittener Hauptkohlenstraße“ gilt um 1820 als der am meisten befahrene Weg in der Grafschaft Mark. Weiter nördlich durchquert die Straße das Gebiet Dreigrenzen und verlässt als Schmiedestraße (Stelle einer alten Schmiede und eines Wegegeldkontors) das Gemeindegebiet. Eine weitere geschlossene Siedlung bildet sich westlich am Stahlsberg und am Bach Schellenbeck südlich des ältesten Hofes Einern.
Mit der gesamten Grafschaft Mark fällt die Bauerschaft Nächstebreck durch den Tilsiter Frieden 1807 an Frankreich. Dieses vereint die Grafschaft Mark mit dem Herzogtum Berg 1808 zum Großherzogtum Berg und bildet in diesem als Verwaltungseinheit das Département Ruhr, dem Nächstebreck als Teil der Mairie Haßlinghausen zugeordnet wird. Nach dem Zusammenbruch der französischen Herrschaft 1813 geht es wieder an Preußen über. Dort gehörte es zum Amt Langerfeld, das zunächst dem Landkreis Hagen angehörte. 1887 kam es zusammen mit weiteren Nachbargemeinden zum neu gegründeten Kreis Schwelm.
1877 wird die erste evangelisch-lutherische Gemeinde in Nächstebreck gegründet. 1884 wird eine Eisenbahnstrecke von Wichlinghausen nach Hattingen eröffnet, die durch Nächstebreck führt, 1908 verlängert die Barmer Straßenbahn ihre Strecke Barmen-Weiherstraße durch Nächstebreck und Schmiedestraße bis nach Haßlinghausen (heute Stadtteil von Sprockhövel).
Am 5. August 1922 wurde Nächstebreck zusammen mit Langerfeld in die benachbarte Großstadt Barmen eingemeindet, die am 1. August 1929 in der Stadt Barmen-Elberfeld, jetzt Wuppertal aufging, deren Geschichte sie seither teilt.
1970 kamen bei der kommunalen Neuordnung aus dem Ennepe-Ruhr-Kreis die Höfe bzw. Wohngebiete Blumenroth, Erlenrode und Uhlenbruch (von der aufgelösten Gemeinde Linderhausen) sowie Schmiedestraße (von der aufgelösten Gemeinde Haßlinghausen des westfälischen Amtes Haßlinghausen) zu Nächstebreck.

### DasProjekt Nächstebreck
Von 1966 bis 1971 war Nächstebreck Gegenstand des letzten großen Wuppertaler Wohnungsbauprojekts der Nachkriegszeit, das jedoch verworfen wurde. Angeregt durch den Baudezernenten Friedrich Hetzelt befürwortete ein Gutachten von 1968 Wohnungen für zunächst 2.000 Einwohner und ein östlich davon gelegenes Gewerbegebiet mit bis zu 7.000 Arbeitsplätzen. Da die eingleisige Bahnstrecke nach Hattingen für den Personennahverkehr ungeeignet schien, plante man eine Verlängerung der Wuppertaler Schwebebahn durch die Schwarzbach in den neuen Stadtteil. Mit dem Gesamtbebauungsplan des Geländes wurde 1969 Friedrich Spengelin beauftragt. Schließlich wurde das gesamte Gebiet südlich der heutigen A 46 bis zur östlich gelegenen A 1 in die Planung einbezogen und ein Wohngebiet für 28.000 Menschen geplant. Die Bachläufe Mählers- und Junkersbeck sollten parkähnlich gestaltet und ein kleiner See aufgestaut werden; neben Hochhäusern an den Verkehrsachsen war eine Terrassenbebauung des Nächstebrecker Bergs vorgesehen.
Nach der Kommunalwahl 1969 begannen kritische Stimmen an dem zuvor vom Rat einhellig befürworteten Projekt lauter zu werden. Seit 1963 hatte die bis dato auf 423.450 Einwohner angestiegene Bevölkerungszahl zu sinken begonnen und es musste befürchtet werden, dass die Besiedlung des geplanten Nächstebreck Einwohner aus der Talachse anlocken würde, die so an Attraktivität verlieren könnte. Die hohen Kosten von rund einer Milliarde Mark (bei einem städtischen Finanzanteil von 310 Mio.) schienen den Kritikern zu riskant. Die Kritiker um den als Funktion neu geschaffenen Stadtentwicklungsdezernenten plädierten dafür, den geschätzten Neuwohnungsbedarf in bereits besiedelten, stadtnahen Gebieten zu decken. Nach Abschluss des Bebauungsplans gelangte das Projekt im März 1971 vor den Stadtrat, der bis in die einzelnen Fraktionen ebenso gespalten zu dem Thema stand wie die Verwaltung und vier Stunden kontrovers das Thema diskutierte – der bislang einzige derartige Fall in der Nachkriegsgeschichte des Stadtrats. Der Stadtrat wollte das Projekt nicht entscheiden und beschloss eine ‚Denkpause‘, die den Befürworter des Projekts, Oberstadtdirektor Werner Stelly, zwei Monate später zum Rücktritt bewog. Seinem Nachfolger Rolf Krumsiek gelang es, das Projekt in die gesamte Stadtplanung Wuppertals so einzubeziehen, dass der vordringliche Bedarf des neuen Stadtteils und die Planung zurückgestellt wurde und zur „Planungsreserve“ erklärt wurde. Einzig rund 1.400 Wohnungen in Haarhausen/Gennebreck/Einern im Westen des Gebiets, heute im Quartier Nächstebreck-West wurden ausgeführt. Einen formalen Beschluss, Nächstebreck nicht zu bebauen, gab es nicht, die Pläne wurden aber nie weiter verfolgt. 1977 wurde schließlich durch den Rat ein Entwicklungsplan beschlossen, der das Gebiet als Erholungszone und wichtige Frischluftschneise für die Talsohle auswies. Die geplante Verlängerung der Schwebebahn, zuletzt wenigstens bis Beule/Wittener Straße, wurde bis 1975 aufrechterhalten und erst dann durch den Rat der Stadt verworfen.

## Zitat
„Die Nächstebrecker sind durchaus selbstbewusst und setzen sich gern von den Oberbarmern ab, Überrest vielleicht noch aus der Zeit, als die Stadtväter sich gar nicht damit anfreunden konnten, 1922 nicht mehr zum westfälischen Schwelm, sondern zur westfälisch anmutenden, aber dem Rheinland zugehörigen Stadt Barmen gezählt zu werden“

## Verkehrsinfrastruktur

### Straße
In Nächstebreck befindet sich die Anschlussstelle Wuppertal-Oberbarmen der Bundesautobahn 46. Über das benachbarte Autobahnkreuz Wuppertal-Nord besteht ein Anschluss an die Bundesautobahnen 1 und 43.

### Eisenbahn

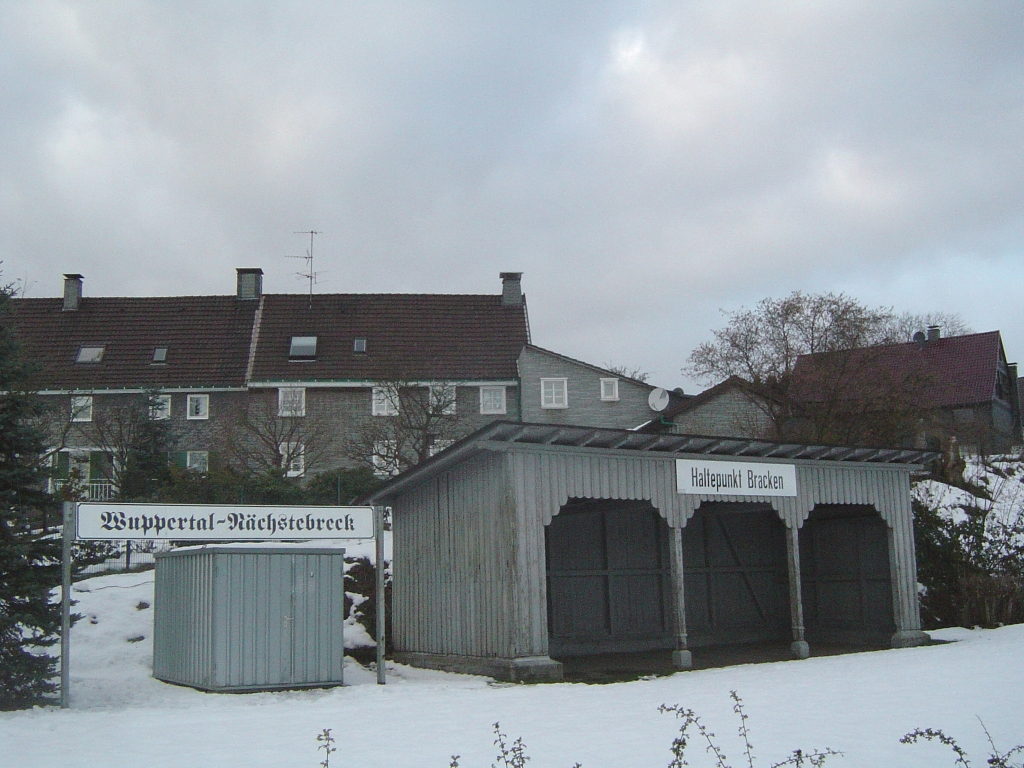
Der Haltepunkt an der ehemaligen Bahnstrecke nach Hattingen

Die heute stillgelegte Bahnstrecke Wuppertal-Wichlinghausen–Hattingen besaß in Nächstebreck, nahe der Ansiedlung Bracken, einen 1884 eingerichteten Haltepunkt unter dem Namen Bracken. 1925 erfolgte eine Umbenennung in Barmen-Nächstebreck, die nächste Umbenennung nach Nächstebreck erfolgte 1936. Als Wuppertal-Nächstebreck wurde dieser Haltepunkt ab Anfang der 1950er Jahre bis zur Stilllegung der Strecke Ende 1979 geführt.

## Persönlichkeiten
- Ernst Nell (1884–1983), evangelische Theologe und Mitglied der Kirchenleitung der Evangelischen Kirche in Hessen und Nassau